# Ricardo Mendiguren Egaña
Ricardo Mendiguren Egaña (Oñati, 19 d'octubre de 1968) és un exfutbolista basc, que jugava com a davanter.

## Trajectòria
Sorgeix del planter de l'Athletic Club. Després de militar al juvenil i al filial, arriba al primer equip a la 86/87, tot jugant tres partits. A l'any següent es consolida en el planter i arriba fins als 17 partits marcant tres gols.
La seua millor època seria 1988 i 1990. Davanter titular dels bascos, marca 14 gols en 62 partits, però, a partir de la temporada 90/91 comença a alternar la titularitat amb la suplència, tot i que encara disputa un bon nombre de minuts. La temporada 92/93 tornaria a ser titular, però només marca 2 gols en 29 partits.
A partir d'eixe moment, passa a ser davanter suplent. La temporada 95/96 ja tan sols apareix en deu minuts, dividits en dos partits. La seua darrera campanya en actiu serila temporada 96/97, repartida entre l'Athletic i la UD Las Palmas, sense jugar en cap dels dos.
En total, Mendiguren suma 190 partits amb l'Athletic Club a la primera divisió, així com 21 gols.